# Теракт в Новом Орлеане (2025)
В среду 1 января 2025 года около 3:15 по центральному времени США на пересечении улиц Бурбон и Канал-стрит в Новом Орлеане, штат Луизиана, пикап въехал в толпу людей. Водитель вышел из автомобиля и открыл стрельбу из винтовки, после чего был застрелен сотрудниками полиции. Инцидент произошёл во время празднования Нового года. В результате погибли 15 человек, включая подозреваемого, а около 45 человек, в том числе двое полицейских, получили ранения. Проводится расследование на связь данного теракта со взрывом Tesla Cybertruck в Лас-Вегасе, в обоих случаях машины были арендованы через один и тот же сервис, а оба подозреваемых являются бывшими военными.

## Предыстория
Федеральные правоохранительные и разведывательные органы предупреждали местные полицейские службы о возможных атаках с помощью тарана на транспортных средствах перед праздниками. В служебной записке 2017 года городские власти также отметили риск инцидента с массовыми жертвами, в том числе в результате атак транспортных средств, во Французском квартале, где произошло нападение, и планировали создать дополнительные программы безопасности в этом районе. Новогодние праздники в городе включали в себя вечеринки ЛГБТ на Бурбон-стрит, расположенной в нескольких кварталах от места нападения, а также парад в честь Sugar Bowl — одного из главных спортивных событий Нового Орлеана, который должен был состояться в ночь на 1 января. Правоохранительные органы усилили меры безопасности, готовясь к этим событиям, в том числе использовали беспилотники во Французском квартале.

## Ход событий
Объехав на грузовике ограждения на Бурбон-стрит и врезавшись в людей на проезжей части в трех кварталах между улицами Канал-стрит и Конти, водитель, 42-летний мужчина, после столкновения с краном вышел из машины и начал стрелять из оружия, ранив двух сотрудников полиции Нового Орлеана; полицейские открыли ответный огонь. Свидетели заявили, что на нападавшем было военное снаряжение. Офицеры убили подозреваемого в перестрелке.
Белый Ford F-150 Lightning, использовавшийся при нападении, был арендован через приложение для каршеринга Turo. За рулём автомобиля находился 42-летний житель Хьюстона — Джаббар, в машине также был замечен флаг ИГ.
По меньшей мере 15 человек, включая подозреваемого, погибли, еще около 36 получили ранения. Сотрудники скорой помощи доставили 30 раненых в пять районных больниц, остальные пострадавшие обратились за медицинской помощью самостоятельно. Суперинтендант полиции Энн Киркпатрик заявила, что большинство пострадавших — местные жители.

## Хронология атаки и последствий
30 декабря 2024 года Джаббар арендовал пикап Ford F-150 в Хьюстоне, на следующий день вечером поехал на грузовике из Хьюстона в Новый Орлеан. 1 января между 1:00 и 2:00 ночи террорист поместил два самодельных взрывных устройства в холодильники во Французском квартале. Между 1:29-3:02 часами ночи опубликовал 5 видео на Facebook и дал последнее завещание. В 3:15 он проехал по Канал-стрит, сбив десятки пешеходов, прежде чем свернуть на тротуар на Бурбон-стрит, а в 3:17 вышел из машины и выстрелил в прибывших полицейских, прежде чем был убит ответным огнём в перестрелке. В 4:03 Sugar Bowl объявили, что игра будет перенесена на 2 января. На следующий день чиновники начинали уборку улицы и 3 января открыли её.

## Жертвы
По словам коронера Нового Орлеана Дуайта Маккенны, в общей сложности погибло 15 человек, включая подозреваемого. По меньшей мере 35 человек получили ранения, некоторые из них в критическом состоянии. Сразу после нападения сотрудники скорой помощи доставили 30 раненых в пять местных больниц, в то время как другие пострадавшие обратились за медицинской помощью самостоятельно. Суперинтендант Киркпатрик сказал, что большинство жертв были местными жителями. По меньшей мере одна жертва умерла от огнестрельного ранения.
Полиция заявила, что раскрытие личностей жертв будет осуществлено после того, как будут идентифицированы все погибшие, однако некоторые из жертв уже были идентифицированы их семьями в социальных сетях. По состоянию на 3 января было идентифицировано десять погибших, среди которых восемь мужчин и две женщины. Самыми молодыми идентифицированными жертвами были 18-летний мужчина и 18-летняя женщина из Миссисипи, а самым старшим был 63-летний местный житель.

## Подозреваемый

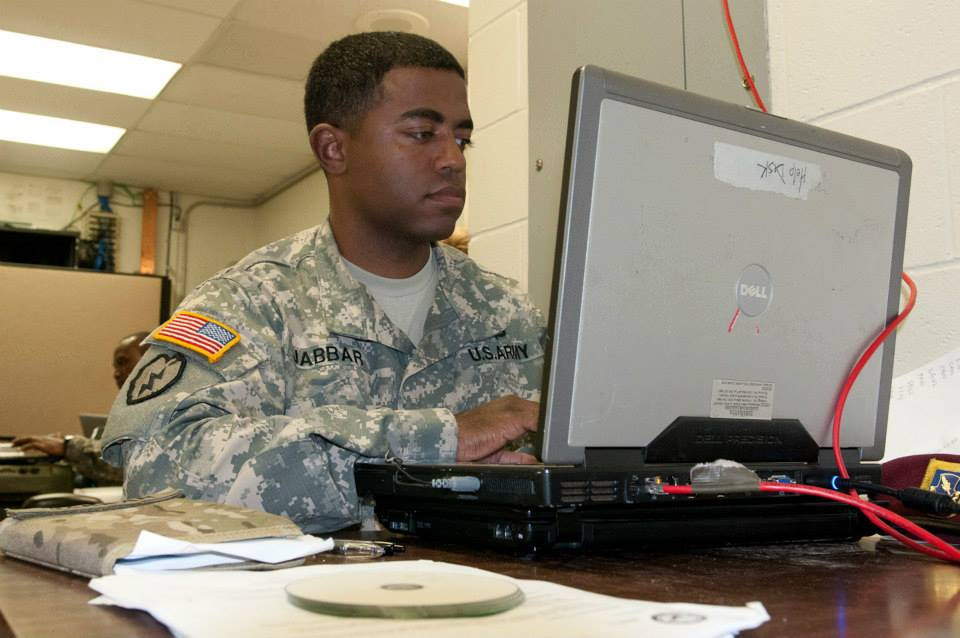
Шамсуд-Дин Бахар Джаббар

ФБР идентифицировало подозреваемого как Шамсуд-Дина Джаббара (англ. Shamsud-Din Jabbar; 26 октября 1982 — 1 января 2025), 42-летнего американского гражданина, родившегося и выросшего в Техасе. Он служил в армии США в течение 10 лет в качестве специалиста по кадрам и специалиста по информационным технологиям и был направлен в Афганистан в 2009 году в звании штаб-сержанта. Его уголовное прошлое включало аресты в 2002 году за мелкую кражу и в 2005 году за вождение с недействительными правами. Джаббар дважды разводился: в 2012 и 2022 годах, в результате чего у него возникли финансовые проблемы. У него было две дочери, которым на момент нападения исполнилось 15 и 20 лет. Супруг бывшей жены Джаббара рассказал, что Джаббар принял ислам и за несколько месяцев до нападения начал вести себя непредсказуемо.

## Расследование
После нападения следователи обнаружили в автомобиле оружие и две бомбы, устройства были настроены на детонацию с помощью пульта, также найденного в грузовике. В ходе расследования выясняется, был ли подозреваемый связан с иностранной террористической организацией или вдохновлен ею. В грузовике был найден флаг ИГИЛ, однако неизвестно, был ли подозреваемый членом ИГИЛ или его последователем. ФБР сообщило, что в других местах Французского квартала были найдены взрывные устройства; власти считают, что их мог установить кто-то другой.
В день нападения произошел пожар в квартире, сдававшейся через сервис Airbnb в районе Сен-Рош, которую, как полагают следователи, арендовал подозреваемый.
В тот же день произошёл взрыв Tesla Cybertruck у отеля Трампа в Лас-Вегасе, ранивший 7 человек. Взорвавшийся автомобиль был арендован через тот же сервис каршеринга, что и автомобиль, задействованный в теракте в Новом Орлеане, кроме того оба водителя имели военное прошлое. Преступления расследуются совместно. По данным следствия, Мэттью Ливелсбергер, сержант разведки спецназа взорвавший автомобиль, служил на одной базе с Шамсуд-Дином Джаббаром.

## Реакция

### Внутренняя
Джо Байден связался с мэром Латойей Кантрелл, чтобы предложить поддержку, и опубликовал заявление, в котором говорится, что он «всем сердцем сочувствует жертвам и их семьям, которые просто пытались праздновать».
Трой Картер, представляющий почти весь Новый Орлеан в Палате представителей США, сказал, что нападение было «неописуемым актом насилия», и похвалил полицейское управление Нового Орлеана за работу. Билл Кэссиди, старший сенатор США от Луизианы, назвал нападение «очень трагичным» и выразил благодарность прибывшим на место происшествия офицерам. Губернатор Луизианы Джефф Лэндри выразил соболезнования жертвам нападения и призвал людей избегать этого района.
Спикер Палаты представителей Майк Джонсон, лидер большинства Стив Скализ и избранный президент Дональд Трамп также осудили нападение. Позже ФБР заявило, что расследует нападение как акт терроризма.
Всего через несколько часов после инцидента губернатор Луизианы Джефф Лэндри опубликовал фотографию, на которой он улыбается и показывает большой палец вверх вместе со своей женой и другими людьми возле стейк-хауса в городе. Он подписал фотографию: «Ужинал сегодня вечером в Новом Орлеане. Горжусь тем, что являюсь частью этого невероятно стойкого города. Увижу всех на игре завтра!» Пользователи социальных сетей раскритиковали Лэндри. В ответ на критику Лэндри ответил: «Важно понимать, что сейчас в Новом Орлеане много посетителей. Безопасность — наш главный приоритет, и мы хотим, чтобы наши гости и весь мир знали, что Луизиана не пасует перед радикальными исламскими террористами. Наши рестораны и всё, что может предложить Новый Орлеан, остаются открытыми для бизнеса!»

### Международная
Министерство иностранных дел Израиля сообщило, что в результате атаки были ранены два гражданина Израиля.
Министерство иностранных дел Мексики сообщило, что в результате атаки были ранены два гражданина Мексики.
Папа Франциск сказал, что он был глубоко опечален известием о гибели людей и ранениях в результате атаки и вознес молитвы за жертв.